# Kalačëvskij rajon
Il Kalačëvskij rajon (in russo Калачёвский район?) è un rajon dell'oblast' di Volgograd, in Russia, il cui capoluogo è Kalač-na-Donu. Istituito nel 1928, ricopre una superficie di 4.225 chilometri quadrati e nel 2021 ospitava una popolazione di circa 52.000 abitanti.